# 阿邦代苏
阿邦代苏（法語：Abbans-Dessous）是法国杜省的一个市镇，属于贝桑松区（Besançon）布西埃县（Boussières）。该市镇总面积3.2平方公里，2009年时的人口为237人。

## 人口
阿邦代苏人口变化图示